# Acer latilobum
Acer latilobum é uma espécie de árvore do gênero Acer, pertencente à família Aceraceae.